# Niso tetuakii
Niso tetuakii is een slakkensoort uit de familie van de Eulimidae. De wetenschappelijke naam van de soort is voor het eerst geldig gepubliceerd in 1949 door Habe.